# Liste der Monuments historiques in Ambacourt
Die Liste der Monuments historiques in Ambacourt führt die Monuments historiques in der französischen Gemeinde Ambacourt auf.

## Liste der Objekte
| Bezeichnung | Beschreibung                                                           | Standort                       | Kennzeichnung | Schutzstatus | Datum | Bild |
| ----------- | ---------------------------------------------------------------------- | ------------------------------ | ------------- | ------------ | ----- | ---- |
| Hauptaltar  | Altartisch und Tabernakel; Holz, farbig gefasst und bronziert, um 1760 | in der Kirche St-Pierre (Lage) | PM88000001    | Classé       | 1966  |      |